# 叶冲
叶冲（1969年11月29日—），江苏人，中國擊劍運動員，注册单位是上海。

## 生涯
葉沖是中國隊中的老將，葉沖從王秀雄教練中開始接受擊劍訓練，當時葉沖只是13歲，四年後，葉沖入選國家隊長達14年。葉沖在九運會後曾經退役，當時是2002年。一年後葉沖復出重返國家隊。
葉沖在國家隊的前幾年先後奪得世青赛男子個人花劍冠軍、亞洲錦標賽男團冠軍、亞運會男子個人花劍冠軍。
1999年，葉沖在世锦赛中獲得了花剑男團亞軍。在悉尼奧運，葉沖助中國在男子花劍團體賽中晉身決賽，最終被擊敗，獲得銀牌。在世界杯賽事中，又獲得了男子个人花剑亞軍。其後在九運會中奪得了男子個人花剑金牌。
2002年，葉沖於亚运会中贏得了男團花劍金牌，1年後在上海中獲取了世界杯分站团体賽、世界錦標賽亞軍。2004年，葉沖分別在意大利、葡萄牙、上海、法國以及西班牙中獲得个賽人亚军、男團季軍，以及男團亞軍。 在雅典奧運中，葉沖与王海滨、董兆致在男子花劍男團賽中，因匈牙利裁判誤判，令中國以42:45不敵意大利，再次只能獲得銀牌。
2005年，葉沖在十运会的男子個人花劍32強賽事中，由於腰伤復发，被迫退出比賽。其後，叶冲正式宣布退役，在上海击剑队担任主教练的职务，同时兼任虹口区青少年体育运动学校副校长。